# Alberto Del Rio
Alberto Del Rio, artistnamn för Alberto Rodríguez, född 25 maj 1977, är en wrestlare som wrestlar i WWE. Han kommer från Mexiko. Han vann Royal Rumble 2011.
Alberto Del Rio är två gånger World Heavyweight Champion och två gånger WWE Champion, samt vunnit 2011 Money In The Bank (MitB) och valde WWE Championship och vann det. Han vann United States 
Champion under 2015.